# Sto dní reforem
Sto dní reforem, známé také jako Wu-sü reformy (tradiční čínština: 戊戌變法, zjednodušená čínština: 戊戌变法; pchin-jin: wùxū biànfǎ, český přepis: wu-sü pien-fa) bylo selhané reformní hnutí usilující o modernizaci Číny vedené císařem Kuang-süem a jeho podporovateli. Hnutí trvalo 103 dní, od 11. června 1898 až do 21. září 1898, kdy bylo násilně ukončeno palácovým převratem vedeným císařovnou vdovou Cchʼ-si.

## Pozadí
Hnutí bylo reakcí na prohru Číny v první čínsko-japonské válce, zaostalost Číny a neúspěšnost předešlých reforem. Předzvěstí Sto dní reforem bylo hnutí Kung-čche šang-šu. Jednalo se o seskupení reformistů, kteří v roce 1895 při příležitostí konání úřednických zkoušek představili císaři petici, žádající o zrušení Šimonosecké smlouvy, větší odpor vůči Japonsku, modernizaci armády, a uskutečnění dalších moderních reforem. Hlavním iniciátorem hnutí byl Kchang Jou-wei, učenec, který reinterpretoval učení konfucianismu a snažil se ho aplikovat na moderní společnost. Tato petice selhala, její autoři se ale stali předními osobnostmi Sto dní reforem.

## Průběh reforem
V roce 1898 se císařovna vdova Cchʼ-si uchýlila do nově postaveného Letního paláce. Císař Kuang-sü toto využil jako příležitost pokusit se nezávisle vládnout. Císařovi byl doporučen Kchang Jou-wei, který byl spolu se svým nejlepším žákem Liangem Čchi-čchaem držitelem nejvyššího akademického titulu. Kuang-sü tak podle představ těchto reformistů vydal sérii mnoha ediktů, které měli reformovat čínský stát. Reformy se týkali hlavně vzdělání, armády, hospodářství a industrializace. Pouhé sebe posilování bylo podle reformistů nedostatečné. 
K důležitým cílům reforem patřilo:
- Zrušení sinekur[1]
- Reforma zkouškového systému (například zrušení tradičního osmidílného eseje) [1]
- Místo tradičních disciplín jako kaligrafie a poezie, se mají studenti zaměřit na praktičtější disciplíny [1]
- Založení Pekingské univerzity [1]
- Přeměna starých škol na moderní školy poskytující vzdělání čínského i západního stylu [1]
- Zvýšení produkce čaje a hedvábí na export [1]
- Otevření nových úřadů na kontrolu staveb tratí a těžebních dolů [1]
- Postavit 34 moderních bitevních lodí [1]
- Zlepšit trénink a disciplínu armády [1]
- Zjednodušit byrokracii [1]

Během období reforem bylo do čela cung-li ja-menu a dalších úřadů dosazeni modernisté podporující reformy. Hnutí čelilo mnoha podezřením ze strany Cchʼ-si a konzervativců. Cítili, že reformy odporují čínským hodnotám a podmiňují se západu. Cchʼ-si se také obávala, že reformy výrazně omezí moc císařského dvora. Reformisté o odporu konzervativců věděli a měli údajně i v plánu obsadit Letní palác, ve kterém pobývala Cchʼ-si.

## Konec
Reformista Tchan S’-tchung požádal generála Jüan Š’-kchaje o ochranu před konzervativci. Jüan Š’-kchaj však reformisty zradil a jejich plány vyzradil konzervativcům. 19. září se Cchʼ-si navrátila a 21. září vydala edikt, podle kterého ji císař požádal, aby se opět ujala moci. Za podpory generála Jüan Š’-kchaje a vojenského vůdce Rung-lua, císařovna vdova provedla puč, svrhla císařovu vládu a zrušila většinu reforem. Císař Kuang-sü byl umístěn do domácího vězení, kde zůstal až do své smrti v roce 1908. Šest předních představitelů hnutí bylo následně 28. září popraveno. Těmto šesti popraveným se historický říká „šest mužů sto dní reforem“. Dále bylo uvězněno, vyhnáno za hranice nebo odstraněno z funkcí asi třicet dalších úředníků. Hlavní reformista Kchang Jou-wei a jeho žák Liang Čchi-čchao unikli před popravou do Japonska. Zde stále usilovali o reformu Číny. Založili Společnost za ochranu císaře, která podporovala návrat císaře Kuang-süa k moci a ustanovení konstituční monarchie.